# Aeroportul Çanakkale
Aeroportul Çanakkale (IATA: CKZ, ICAO: LTBH) este un aeroport din Çanakkale, Provincia Çanakkale, Turcia ce deservește zona Çanakkale. Aeroportul a fost tranzitat în 2022 de 151.423 de pasageri. A fost deschis în 1995 și numit după zona deservită.
Situat la o altitudine de 7 m, aeroportul dispune de o singură pistă.